# Wawrzyniec Żuławski
Wawrzyniec Żuławski, również J. Wawrzyniec Żuławski, właśc. Jerzy Wawrzyniec Żuławski (ur. 14 lutego 1916 w Zakopanem, zm. 18 sierpnia 1957 w masywie Mont Blanc) – polski muzykolog, taternik, ratownik górski, pisarz i kompozytor. 

## Życiorys
Urodził się 14 lutego 1916 w Zakopanem, w rodzinie Jerzego, dramaturga, tłumacza i pisarza, i Kazimiery z Hanickich, tłumaczki i romanistki. Miał dwóch braci: Juliusza, poetę, prozaika, tłumacza poezji angielskiej i Marka, malarza, grafika. Ukończył gimnazjum w Warszawie. Studiował na wydziale teorii i kompozycji Konserwatorium Muzycznego w Warszawie, ukończył w 1937 Konserwatorium Muzyczne w Toruniu. Studiował muzykologię na Uniwersytecie Józefa Piłsudskiego.
Jako żołnierz Armii Krajowej uczestniczył w powstaniu warszawskim. 
Po wojnie pracował jako profesor w Wyższej Szkole Muzycznej w Łodzi (1945–1949) a następnie (od 1950) w Warszawie. 18 sierpnia 1957 zginął w wypadku lawinowym w masywie Mont Blanc w Alpach, gdy wyruszył na ratunek kolegom.
Za ukrywanie Żydów w czasie okupacji niemieckiej razem z matką zostali pośmiertnie wyróżnieni w 1980 Tytułem Sprawiedliwy Wśród Narodów Świata.

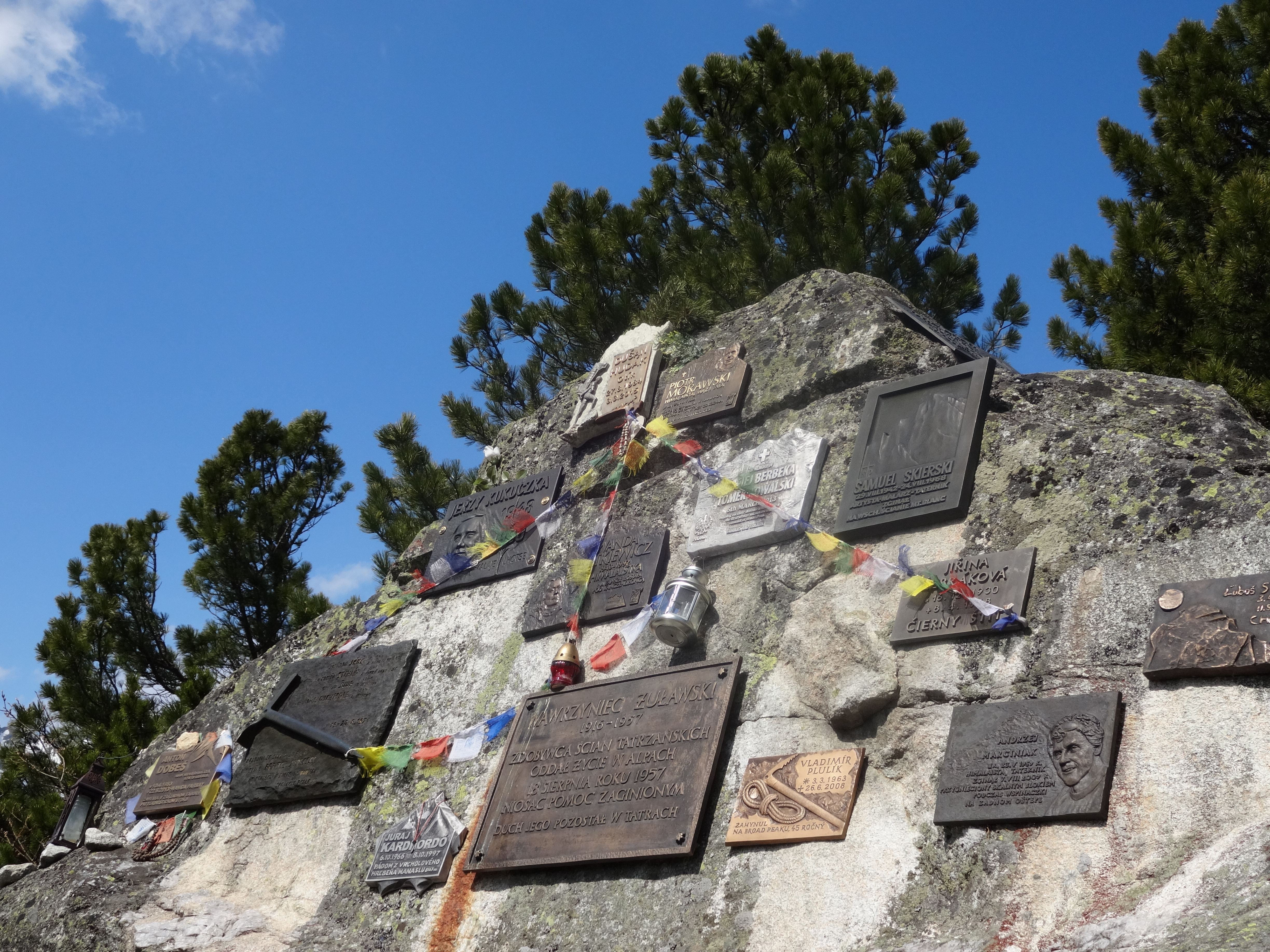
Tablice poświęcone osobom zmarłym w górach na Tatrzańskim Cmentarzu Symbolicznym. W centrum (w dolnym rzędzie) tablica poświęcona Wawrzyńcowi Żuławskiemu

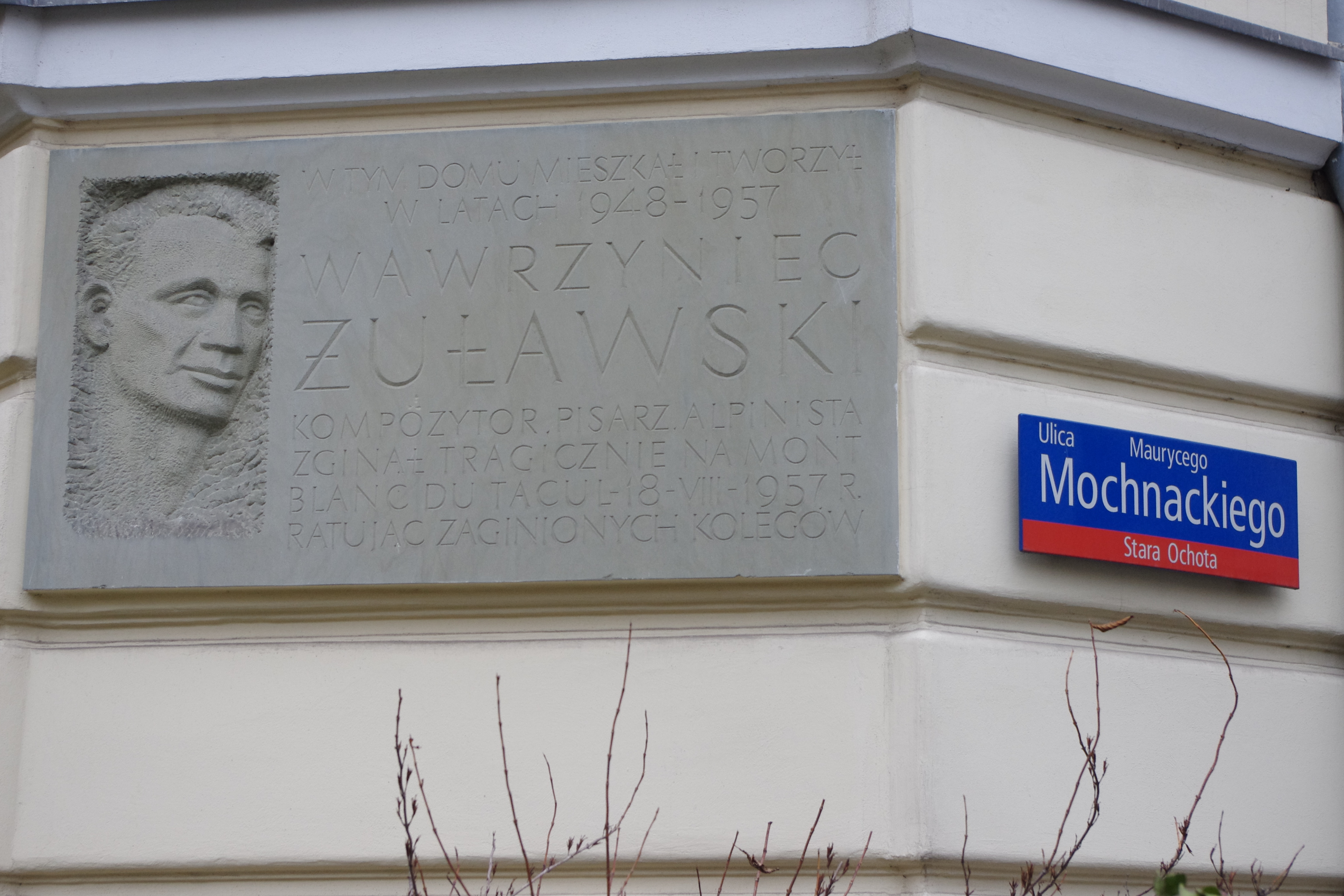
Tablica upamiętniająca Wawrzyńca Żuławskiego na Starej Ochocie w Warszawie

## Twórczość literacka
O swoich przygodach w górach napisał szereg artykułów i opowiadań, publikowanych w różnych czasopismach, nie tylko fachowych. Wiele z jego dzieł zostało po jego śmierci połączone i opublikowane jako większe zbiory. Wydał również kilka książek, związanych z niebezpieczeństwami gór i ratownictwem, zaliczanych do klasyki literatury górskiej. Są to: Niebieski krzyż, Sygnały ze skalnych ścian i Tragedie tatrzańskie. Po jego śmierci ukazały się one również jako jeden zbiór, wielokrotnie wznawiany. Ostatnie, zbiorcze wydanie ukazało się jako Trylogia tatrzańska (Sklep Podróżnika 2012, ISBN 978-83-7136-085-5). Wspinaczce w Alpach poświęcone są Wędrówki alpejskie (Sklep Podróżnika 2012, ISBN 978-83-7136-089-3).

## Twórczość muzyczna
W niektórych kompozycjach muzycznych Żuławskiego również przewija się tematyka tatrzańska, a nawet zauważalne są ślady jego przygód i przeżyć górskich. Są to m.in.: Kwintet fortepianowy (1943, wydany w 1966), Wierchowe nuty na chór i skrzypce solo (1955), Pójdziemy w góry, w góry, przyjacielu na głos i fortepian (1954, do słów Leopolda Lewina. Z jego utworów nie związanych z górami najczęściej wykonywana jest Suita hiszpańska w starym stylu na orkiestrę symfoniczną (1953–1957). Jako krytyk muzyczny pisywał również o utworach muzycznych innych kompozytorów, tematycznie związanych z Tatrami i muzyką górską.

## Osiągnięcia wspinaczkowe
Po raz pierwszy na wspinaczkę Żuławski wyszedł w roku 1932 w towarzystwie stryjecznego brata, Jacka Żuławskiego i swoich braci, Marka i Juliusza. Dwa lata później wspólnie z Markiem zrobił pierwszy krok w drodze do sławy taternickiej: dokonał pierwszego wejścia północno-zachodnią ścianą Żabiego Mnicha, wówczas uważaną za niemal nie do zdobycia. Dzięki temu został zauważony przez najlepszych ówczesnych taterników i wkrótce znalazł się wśród nich. Wspinał się wówczas z Janem Staszlem, Zbigniewem Korosadowiczem, braćmi Stefanem i Tadeuszem Bernadzikiewiczami oraz wieloma innymi, zdobywając przy nich doświadczenie i wiele nowych, zwykle bardzo trudnych dróg wspinaczkowych. Do najciekawszych można zaliczyć: drogę na Mięguszowiecki Szczyt północno-wschodnim filarem i Małego Młynarza północną ścianą. Z zimowych pierwszych wejść na uwagę zasługują: Cubryna północno-wschodnią ścianą, Lodowy Szczyt z Doliny Czarnej Jaworowej i wiele innych.
Po wybuchu II wojny światowej uprawiał taternictwo na bardzo ograniczoną skalę. Po zakończeniu wojny dokonał wówczas pierwszych wejść nowymi drogami takimi jak: Żabi Szczyt Wyżni lewą częścią północnej ściany, Mięguszowiecki Szczyt Pośredni środkowym filarem północno-wschodniej ściany, Spadowa Kopa zachodnim filarem, Lodowy Szczyt środkiem wschodniej ściany i wiele innych nie mniej trudnych. Równolegle z taternictwem Żuławski uprawiał alpinizm, od początku z dużymi sukcesami. Wziął udział w sześciu wyprawach w Alpy, organizowanych przez Klub Wysokogórski. Z ostatniej z nich nie powrócił (zob. Stanisław Groński, Stanisław Biel).

## Działalność organizacyjna
Poza pracą na uczelniach muzycznych Żuławski udzielał się w licznych organizacjach. Był członkiem Zarządu Związku Kompozytorów Polskich oraz prezesem Stowarzyszenia Autorów ZAIKS. Na podkreślenie zasługuje wkład Żuławskiego w rozwój polskiego taternictwa i alpinizmu. Już od roku 1935 zasiadał we władzach Koła Wysokogórskiego przy Oddziale Warszawskim Polskiego Towarzystwa Tatrzańskiego (PTT), a w 1938 r. wszedł do Komisji Wypraw KWPTT. Na pół roku przed wybuchem II wojny światowej wybrany został na przewodniczącego Koła Warszawskiego Klubu Wysokogórskiego PTT. Funkcję tę piastował powtórnie w latach 1949–1951. W latach 1954–1956 piastował funkcję przewodniczącego Sekcji Alpinizmu Zarządu Głównego Polskiego Towarzystwa Turystyczno-Krajoznawczego oraz Głównego Komitetu Kultury Fizycznej. Między innymi dzięki jego staraniom reaktywowany został w roku 1956 Klub Wysokogórski. Żuławski stał na czele jego zarządu aż do śmierci. Był również członkiem zarządu głównego PTTK. Zaliczano go do najofiarniejszych ratowników górskich, pomimo że nigdy nie był członkiem Tatrzańskiego Ochotniczego Pogotowia Ratunkowego. O jego klasie świadczy fakt, że mimo młodego wieku kierował niektórymi trudnymi wyprawami ratunkowymi. Podczas wyprawy w Alpy w roku 1957 wziął udział w poszukiwaniach zaginionych dwóch alpinistów jugosłowiańskich i towarzyszącego im Stanisława Grońskiego. Podczas tej akcji został przysypany lawiną lodową i na zawsze pozostał w Alpach.

## Odznaczenia
- Medal 10-lecia Polski Ludowej (19 stycznia 1955)[4]
- Medal Sprawiedliwy Wśród Narodów Świata (pośmiertnie, 1980)

## Upamiętnienie
Pośmiertnie mianowano Wawrzyńca Żuławskiego członkiem honorowym Klubu Wysokogórskiego. Jego pamięć uczczono trzema tablicami pamiątkowymi. Pierwsza została umieszczona w 1958 r. na cmentarzu w Chamonix. W sierpniu 1959 r. tablica upamiętniająca Żuławskiego została odsłonięta na Tatrzańskim Cmentarzu Symbolicznym pod Osterwą, nad Popradzkim Stawem,. Trzecia tablica zawisła w 1967 r. w Warszawie, na domu na rogu ul. Mochnackiego i Uniwersyteckiej, w którym Żuławski mieszkał do śmierci. Przez wiele lat Górskie Ochotnicze Pogotowie Ratunkowe używało radiostacji stacjonarnych nazwanych przez konstruktora „Wawa” na cześć Żuławskiego (Wawa to skrót od imienia Wawrzyniec). Ulice jego imienia znajdują się m.in. w Warszawie, Łodzi i Gruszczynie. Imię Wawrzyńca Żuławskiego nosi również Dom Pracy twórczej ZAIKS w Zakopanem.